# NTR Telugu Desam Party (Lakshmi Parvathi)
NTR Telugu Desam Party (Lakshmi Parvathi) (NTRTDP(LP)) är ett regionalt politiskt parti i den indiska delstaten Andhra Pradesh. Partiet grundades av filmstjärnan och Telugu Desam-politikern N.T. Rama Raos änka Lakshmi Parvathi. Parvathi bildade partiet efter att Rama Raos svärson N Chandrababu Naidu med kuppartade metoder tagit över kontrollen över TDP 1995.
Inledningsvis föreföll NTRTDP(LP) kunna utgöra en utmaning mot Naidus TDP. I valet till Lok Sabha 1996 lanserade partiet kandidater i samtliga 42 valkretsar i Andhra Pradesh, och vann 3 249 267 röster (10,66 % av rösterna i delstaten och 0,97 % av rösterna i Indien totalt). Dock lyckades man inte vinna ett enda mandat.
I valet 1998 trodde många att NTRTDP(LP) skulle kunna vinna mandat. Vid den tiden var partiet allierat med Bharatiya Janata Party (BJP). NTRTDP(LP) hade lanserat fem kandidater, som tillsammans fick 384 211 röster (1,2 % av rösterna i Andhra Pradesh). I valkretsen Srikakulam fick partiets kandidat över 30 % av rösterna.
Snabbt gick luften ur NTRTDP(LP) och flera av dess ledare lämnade partiet. BJP kom att alliera sig med NTRTDP(LP):s ärkefiende Naidu. I valet till Lok Sabha 1999 lanserade NTRTDP(LP) 13 kandidater, som tillsammans fick 61 635 röster (0,18 % av rösterna i Andhra Pradesh). I delstatsvalet som hölls samma år lanserade NTRTDP(LP) 71 kandidater, men som tillsammans bara fick 53 259 röster (0,65 % av rösterna i delstaten totalt).
Vid valet till Lok Sabha 2004 lanserade man bara en enda kandidat, Sivanatha Reddy Chadipiralla, i valkretsen Cuddahpah. Reddy fick dock bara 759 röster (0,09 % av rösterna i den valkretsen). I delstatsvalet som hölls parallellt lanserade NTRTDP(LP) kandidater i 18 valkretsar, utan att vinna något mandat. Men trots att resultatet var en katastrof för partiet var Parvathi mycket nöjd med resultatet, eftersom Naidus TDP förlorade makten i Andhra Pradesh. Först efter att hennes ärkefiende Naidu lidit ett förnedrande nederlag lät hon sprida sin döde mans aska vid Haridwar, åtta år efter dennes död.
Lakshmi Parvathi är NTRTDP(LP)s ordförande.